# Nervi pudend
El nervi pudend o nervi púdic, és un nervi que es troba a la regió pèlvica, passant pel canal pudend, i té com a missió inervar els genitals externs d'ambdós sexes, així com també els esfínters de la bufeta urinària i del múscul esfínter extern de l'anus.

## Història
El terme pudend prové del llatí pudenda, que significa genitals externs, derivats de pudendum, que significa "parts de les quals avergonyir-se". El canal pudend també es coneix amb el terme homònim "canal d'Alcock", després de Benjamin Alcock, un anatomista irlandès que va documentar el canal el 1836. Alcock va documentar l'existència del canal i del nervi pudend en una contribució sobre les artèries ilíaques a "The Cyclopaedia of Anatomy and Physiology" de Robert Bentley Todd.

## Anatomia
El nervi pudend s'origina al plexe sacre ; les seves fibres deriven de les branques ventrals —anteriors— dels nervis sacres segon, tercer i quart (S2, S3, S4). Les seves fibres produeixen inervació sensitiva (sensació de dolor, reflexos, etc), motora i del sistema nerviós parasimpàtic.
Passa a través dels músculs coccigi i piriforme (piramidal), i abandona la pelvis per la part baixa del forat ciàtic major, creua l'espina de l'isqui i reingressa a la pelvis a través del forat ciàtic menor .
Acompanya els gots pudents interns per sobre i per davant de la paret lateral de la fossa isquiorectal, sent contingut en una de les fulles de la fàscia del múscul obturador, anomenada canal pudend (canal d'Alcock).
El nervi pudend proporciona les branques que formen els nervis rectals inferiors, i aviat es divideix per formar dues branques terminals: el nervi perineal, i el nervi dorsal del clítoris (en les dones) o el nervi dorsal del penis (en els homes).
| Branca                                             | Descripció                                                                  |
| Nervis anals inferiors                             | Apareix després de travessar el forat ciàtic major .                        |
| Nervi perineal                                     | Branca terminal més superficial                                             |
| Nervi dorsal del clítoris / Nervi dorsal del penis | Branca terminal més profunda, viatja a través de la borsa perineal profunda |

## Fisiologia
És important des del punt de vista fisiològic, perquè inerva totes les estructures sensitives dels genitals en ambdós sexes (penis, clítoris, múscul bulboesponjós i isquiocavernós, i àrees de l'escrot, llavis, perineu i anus), sent el responsable de transmetre pràcticament les sensacions plaents responsables de l'orgasme en tots dos sexes.
Addicionalment, com que es tracta d'un nervi mixt (sensitiu i motor), els seus impulsos són els responsables de les contraccions musculars dels músculs isqui-cavernós i bulboesponjós que acompanyen l'orgasme en les dones i provoquen l'ejaculació als homes.

## Funció
El nervi pudend té funcions tant motores com sensorials. No porta fibres parasimpàtiques però sí fibres simpàtiques. :1738
El nervi pudend proporciona sensació al penis en els mascles i al clítoris a les dones, que viatja a través de les branques tant del nervi dorsal del penis com del nervi dorsal del clítoris. :422L'escrot posterior en els homes i els llavis en les dones també s'alimenten, a través dels nervis escrotals posteriors (mascles) o els nervis labials posteriors (femelles). El nervi pudend és un dels diversos nervis que proporcionen sensació a aquestes zones. Les branques també proporcionen sensació al canal anal. :8En proporcionar sensació al penis i al clítoris, el nervi pudend és responsable del component aferent de l'erecció del penis i l'erecció del clítoris. :147També és responsable de l'ejaculació.
Les branques també innerven els músculs del perineu i del sòl pèlvic ; és a dir, els músculs bulbospongios i isquiocavernós respectivament, el múscul elevador de l'anus (incloent el iliococcygeus, pubococcygeus, puborectalis i pubovaginalis en les dones o puboprostaticus en els homes) :422 l'esfínter anal extern (a través de la branca anal inferior), :7i esfínter uretral extern masculí o femení. :424–425
Com que funciona per innervar l'esfínter uretral extern, és responsable del to de l'esfínter mediat per l'alliberament d'acetilcolina. Això significa que durant els períodes d'augment de l'acetilcolina allibera el múscul esquelètic de l'esfínter uretral extern es contrau, provocant retenció urinària. Mentre que en períodes de disminució de l'alliberament d'acetilcolina, el múscul esquelètic de l'esfínter uretral extern es relaxa, permetent que es produeixi el buidat de la bufeta. (Aclariment: a diferència del múscul de l'esfínter intern, l'esfínter extern està format per un múscul esquelètic, per tant, està sota control voluntari del sistema nerviós somàtic.)

## Patologia
Un part complicat pot comprimir el nervi pudend de la partera causant una pèrdua temporal de la funció, però una lesió permanent és rara. El pinçament del nervi és extremadament rar, però pot passar. Un tumor pèlvic (especialment un teratoma sacrococcigi de grans dimensions), o una cirurgia destinada a remoure'l, poden danyar permanentment el nervi.

## Imatges addicionals

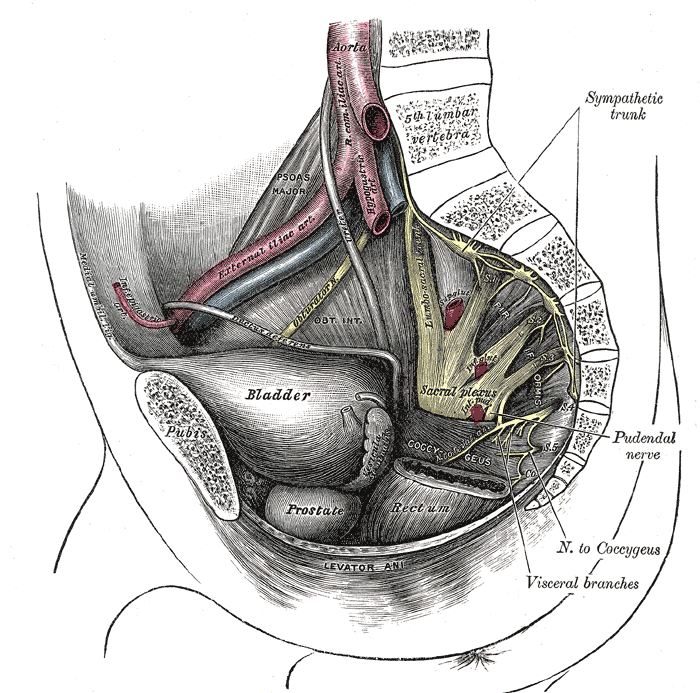
Origen del nervi pudent.
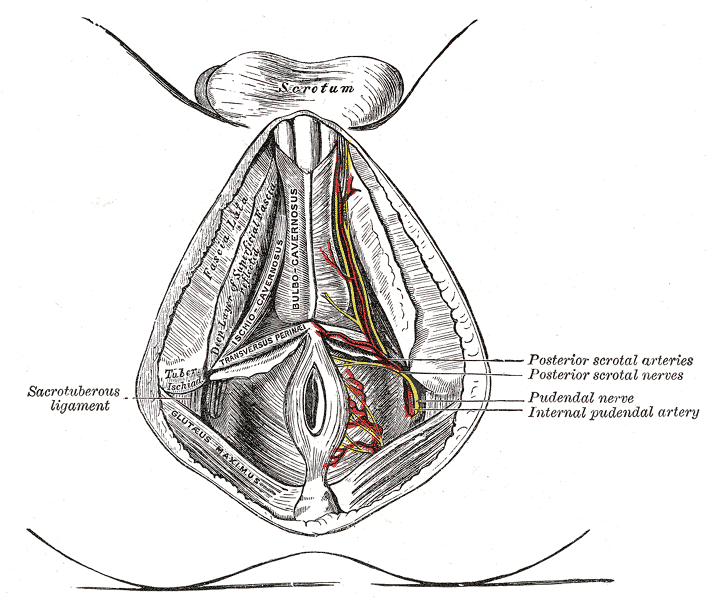
Les branques superficials de l'artèria pudenda interna.
Plànol dels plexes sacres i pudends.